# ایل (نوشیدنی)

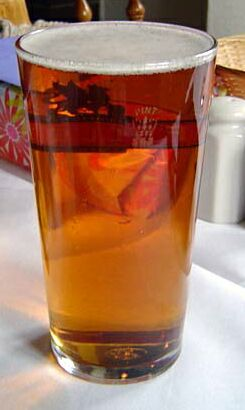
یک لیوان اِیل واقعی از یک میخانه

اِیل (به انگلیسی: Ale) یک سبک از آبجو است که با استفاده از روش آبجوسازی خاصی تولید می‌شود. در انگلستان قرون وسطی، این اصطلاح به نوشیدنی‌ای اشاره داشت که بدون رازک تهیه می‌شد.
همانند بیشتر انواع آبجو، ایل معمولاً دارای عامل تلخی است تا تعادل طعم مالت را برقرار کرده و به عنوان مادهٔ نگهدارنده عمل کند. در اصل، برای تلخ کردن ایل از گرویت استفاده می‌شد، که مخلوطی از گیاهان یا ادویه‌ها بود که قبل از تخمیر در ماءالجنس جوشانده می‌شد، تا اینکه رازک جایگزین گرویت به عنوان عامل تلخ‌کننده شد. اما در انگلستان، معمولاً ایل بدون افزودن گیاهان تلخ‌کننده نیز تهیه می‌شد.

## ریشه‌شناسی
واژهٔ اِیل (ale) به زبان انگلیسی از زبان نیا ژرمنی وارد شده است. زبان انگلیسی از شاخهٔ ژرمنی غربی زبان نیا ژرمنی است و برخی زبان‌های دیگر در این شاخه نیز این واژه را گواهی می‌کنند: مانند زبان هلندی میانه āle و ael، و واژهٔ ساکسونی باستان alo-fat به معنی «لیوان ایل». همچنین این واژه در زبان‌های ژرمنی شمالی یافت می‌شود که احتمالاً در کتیبه‌های رونیک با شکل alu ظاهر شده و پس از آن در زبان نورس باستان به صورت ǫl دیده شده است. با استفاده از بازسازی زبان‌شناختی می‌توان دریافت که شکل مشترک ژرمنی این واژه *alúþ- بوده است. با این حال، طبق نسخهٔ سوم از فرهنگ انگلیسی آکسفورد، منشأ این واژه «نامشخص و مورد مناقشه» است.

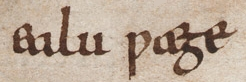
ذکری از «ealu wæge» (لیوان ایل) در شعر حماسی بیوولف

با این وجود، تحقیقات هارالد بیوروند توضیح زیر را ترجیح داده است: واژهٔ ژرمنی *alú-þ- از واژهٔ زبان‌های هندواروپایی *olú-t- (از ریشهٔ پیشین هندواروپایی *h₂elut-) مشتق شده است که در اصل به معنی «رنگ طلایی یا قرمز» بوده است. دیگر واژه‌های هندواروپایی مرتبط با این ریشه شامل واژه‌های زبان‌های هندوآریایی aruṣá- («قرمزی»؛ که «r» جایگزین «l» قدیمی شده است، *alu-sá-) و آلمانی بالای باستان elo («زرد کم‌رنگ، زرد مایل به قرمز، قهوه‌ای روشن») هستند. واژهٔ هندواروپایی *olú-t- سپس به‌طور خاص به ایل اشاره پیدا کرد، زیرا این رنگ ایل است، که منجر به شکل‌گیری واژهٔ ژرمنی *alú-þ- و همچنین واژهٔ زبان آسی (Ossetic) æluton شده است. در این روایت، واژهٔ هندواروپایی *olú-t- همچنین به زبان‌های زبان‌های فینی وارد شده است و باعث شده است که در فنلاندی «olut» و در استونیایی «õlu» به معنی «آبجو» شکل بگیرد.
رابطهٔ واژه‌های مشابه در زبان‌های اسلاوی (مانند بلغاری قدیم olu به معنی «سیدر»، اسلوونیایی ol به معنی «آبجو») و زبان‌های بالتیک (لیتوانیایی alus، لتونیایی alus به معنی «آبجو»، و پروسی قدیم alu به معنی «می») هنوز نامشخص باقی مانده است.

## تاریخچه

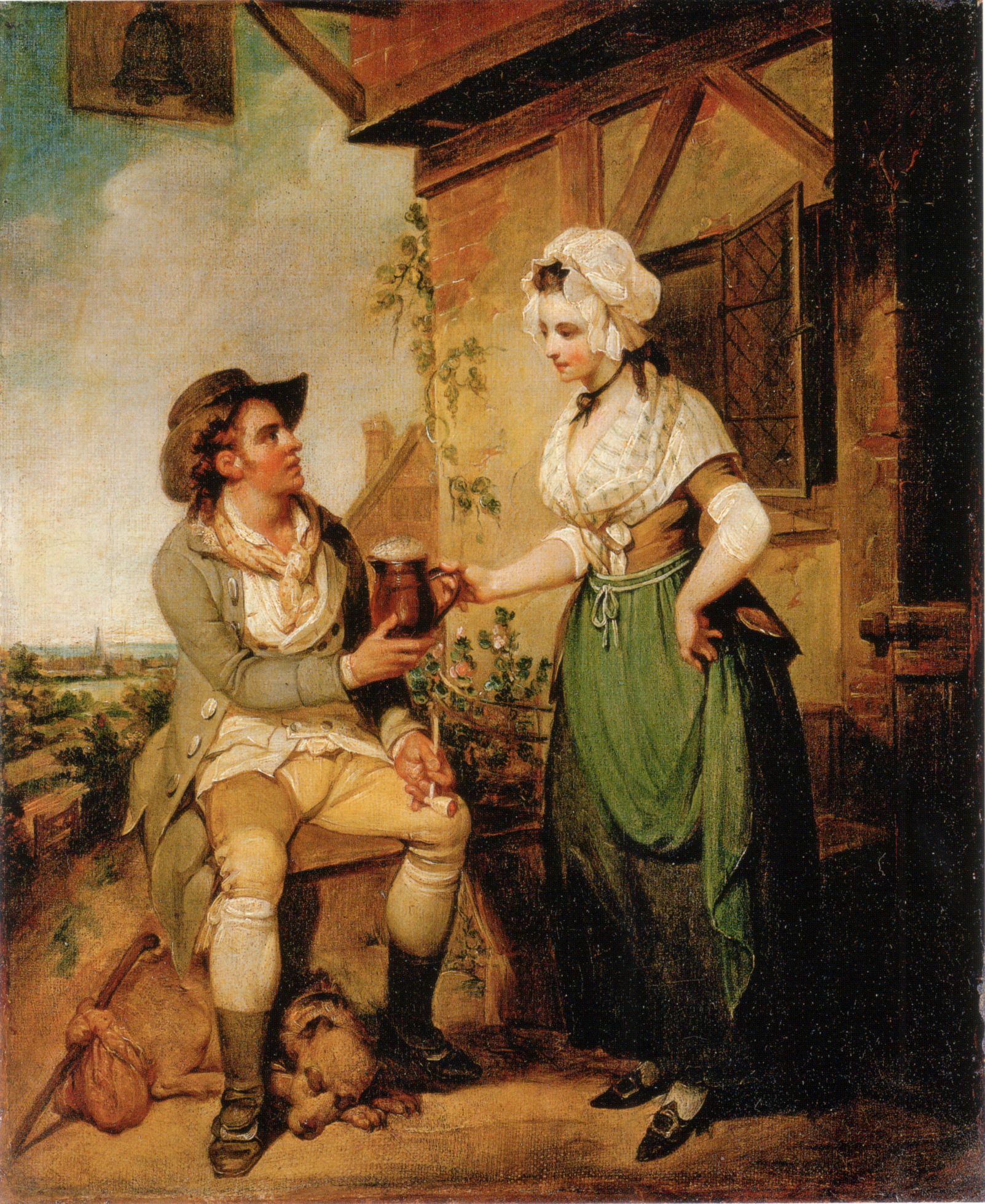
«در ورودی میخانهٔ ایل» (هنری سینگلتون, c. ۱۷۹۰)

ایل در جهان قرون وسطی منبع مهمی برای تغذیه بود. این نوشیدنی یکی از سه منبع اصلی دانه در رژیم غذایی اوایل قرن چهاردهم در انگلستان به‌شمار می‌رفت، همراه با پاتج و نان. پژوهشگران معتقدند که غلات حدود ۸۰٪ از کالری دریافتی کارگران کشاورزی و ۷۵٪ از کالری سربازان را تشکیل می‌دادند – حتی اشراف نیز حدود ۶۵٪ کالری خود را از غلات دریافت می‌کردند.
آبجوی سبک کم‌الکل یا همان آبجوی میز که بسیار مغذی بود، تنها به اندازه‌ای الکل داشت که به عنوان نگهدارنده عمل کند و بدون ایجاد مستی، بدن را هیدراته نگه دارد. در دنیای قرون وسطی، تقریباً همه، از جمله کودکان، روزانه آبجوی سبک مصرف می‌کردند و آبجوهای پرالکل‌تر برای مصارف تفریحی سرو می‌شدند. هزینهٔ کمتر برای مالکین و مالیات‌های پایین‌تر بر آبجوی سبک باعث شد که آبجوهایی به عنوان «آبجوی قوی» فروخته شوند که در واقع با آبجوی سبک رقیق شده بودند. سندهای مربوط به دوران قرون وسطی نشان می‌دهد که ایل به مقدار زیادی مصرف می‌شد. در سال ۱۲۷۲، یک زوج بازنشسته در دیر سلبی روزانه ۲ گالن ایل همراه با دو قرص نان سفید و یک قرص نان قهوه‌ای دریافت می‌کردند. راهبان کلیسای وست‌مینستر روزانه یک گالن ایل مصرف می‌کردند. در سال ۱۲۹۹، خانوادهٔ هنری دو لیسی به‌طور متوسط روزانه ۸۵ گالن ایل خریداری می‌کردند و در سال‌های ۱۳۸۵–۸۶، قلعهٔ فرملینگهم ۷۸ گالن ایل در روز مصرف می‌کرد.
آبجوسازی ایل در قرون وسطی صنعتی محلی بود که عمدتاً توسط زنان انجام می‌شد. «آلی‌وایوز» یا زنان آبجوساز، در خانه برای مصرف داخلی و فروش تجاری کوچک آبجو می‌جوشاندند. این کار درآمد قابل توجهی به خانواده‌ها می‌داد؛ ولی فقط در مواردی محدود مانند بیوگان، آبجوسازی منبع اصلی درآمد خانوار محسوب می‌شد.
از اواسط قرن هفدهم، ایل‌های قوی بسیار محبوب شدند. ایل‌های قوی این دوره تا ۱۱٪ درصد الکل تخمیر می‌شدند و شباهت زیادی به شراب‌های جوی امروزی داشتند. این آبجوها با نام‌هایی مانند هاف-کپ، نیپیتیت و هام-کاپ شناخته می‌شدند، که اشاره به احساس وزوز در سر داشتند. ایل‌های قوی مانند شراب معمولاً به دلیل میزان بالای رسوبات، در لیوان‌های کوچک که مناسب الکل بالا هستند، سرو می‌شدند.
دایرةالمعارف چمبرز در سال ۱۷۴۱ می‌گوید: «ایل عمدتاً با آبجو متفاوت است … به خاطر مقدار بیشتر رازک در آن؛ که در آبجو بیشتر است و به همین دلیل نوشیدنی تلخ‌تر و نگهدارنده‌تری است».

## ایل مدرن
ایل مدرن معمولاً در دماهای بین ۱۵ و ۲۴ درجه سلسیوس (۵۹ و ۷۵ درجه فارنهایت) تخمیر می‌شود. در دماهای بالاتر از ۲۴ درجه سلسیوس (۷۵ درجه فارنهایت)، مخمر می‌تواند مقادیر قابل توجهی از استرها و سایر ترکیبات ثانویهٔ طعم و عطر تولید کند، و نتیجه معمولاً آبجویی با ترکیبات کمی «میوه‌ای» است که شبیه به آن‌هایی است که در میوه‌هایی مانند سیب، گلابی، آناناس، موز، آلو، گیلاس یا آلو خشک یافت می‌شود.

### مخمر آبجوی مدرن

#### متابولیسم گوگرد
مخمر دو ترکیب مختلف گوگردی تولید می‌کند که به نوع مخمر بستگی ندارد (H2S, SO2) و نگرانی اصلی میزان غلظت و سرعت تولید این ترکیبات است. انتخاب بهینه مخمر باعث می‌شود آبجوسازان مخمرهایی با تولید کم H2S را ترجیح دهند، زیرا این ماده بوی نامطبوعی شبیه به سیر یا لاستیک سوخته به آبجو می‌دهد. با این حال، ترکیب SO2 می‌تواند بر جنبه‌های مختلف کیفیت آبجو تأثیر بگذارد و به فرایند تخمیر آسیبی نمی‌رساند، بنابراین آبجوسازان در پی راه‌هایی برای کاهش H2S و حفظ سطح ثابت SO2 هستند.

#### مصرف قند
برای تولید بهترین کیفیت محصول، مخمر باید بتواند در محیط سخت مالت آبجوساز زنده بماند و به‌طور کامل از قندهایی که طعمی شیرین‌تر و آلی کلی سبک‌تر ایجاد می‌کنند، بهره‌برداری کند. مهم‌ترین تأثیر بر کاربرد این قندها، تحمل مخمر به محیط کم‌اکسیژن، اتانول و غلظت بالای قند است. صفاتی که باعث می‌شوند مخمر بتواند در این شرایط باقی بماند و قابلیت پردازش مؤثر قندها را داشته باشد، دو ویژگی ایده‌آل هستند که آبجوسازان در فرایند تخمیر دنبال می‌کنند.

#### تجمع (فلکولاسیون)
فلکولاسیون تمایل مخمر به تجمع در قالب توده‌های بزرگ در بالای تانک تخمیر یا کف آن در پایان فرایند تخمیر است. این صفت انتخابی در مخمر به این دلیل به وجود آمد که بیشتر مخمرهایی که دوباره استفاده می‌شوند، آن‌هایی هستند که تجمع می‌یابند و به‌راحتی جدا می‌شوند. این صفت به‌طور تدریجی در بیشتر مخمرها مشاهده می‌شود، زیرا مخمری که این رفتار را نشان می‌دهد، نسل‌های بیشتری دوام می‌آورد.

### آبجوی واقعی
«آبجوی واقعی» اصطلاحی بریتانیایی است که توسط جنبش آبجوی واقعی برای آبجوهای کاسک و آبجوسازی استفاده می‌شود.

## انواع

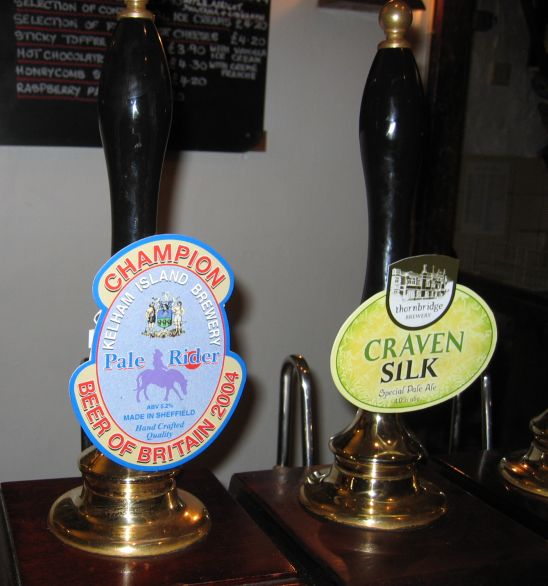
پمپ‌های دستی آبجوی کاسک

در فهرست زیر انواع مختلف ایل‌ها به دسته‌های متنوع تقسیم شده‌اند. ایل‌های ذکر شده در گروه‌های سبک مبدأشان دسته‌بندی شده‌اند و همراه با اطلاعاتی دربارهٔ نوع مشخص آبجو هستند.

### سبک‌های ایل با منشأ بریتانیایی

#### ایل روشن
در انگلستان قرن هجدهم، آبجوسازان اصطلاح «ایل روشن» را برای تمایز این ایل طلایی‌رنگ از ایل‌های تیره‌تر رایج آن زمان ابداع کردند. استفاده از رازک در طول تخمیر بویی تلخ و مشخص به آبجو می‌دهد، در حالی که عدم وجود گروه‌های دیاستیل و وجود استرها باعث طعمی شیرین‌تر و میوه‌ای‌تر نسبت به سایر ایل‌ها می‌شود. درصد الکل حجمی (ABV) این ایل‌ها معمولاً بین ۳٫۲٪ تا ۵٫۳٪ است.

#### ایل اسکاتلندی
ایل اسکاتلندی، که با نام «وی هوی» نیز شناخته می‌شود، طعمی بسیار مالتی دارد که با زیرلایه‌های شیرین مالت تقویت شده است و به دلیل غلظت زیاد استرها این ویژگی برجسته می‌شود. معمولاً تلخی کمی دارد و رنگی عمیق کاراملی دارد که بسته به تکنیک‌های آبجوسازی می‌تواند متغیر باشد. درصد الکل حجمی (ABV) آن نسبتاً بالا و بین ۶٫۶٪ تا ۸٫۵٪ است.

#### ایل تابستانی
ایل تابستانی سبک بریتانیایی معمولاً رنگی روشن‌تر و طلایی دارد. به دلیل وجود استرها، این آبجو طعمی میوه‌ای ارائه می‌دهد و تلخی و حضور هپس آن معمولاً ملایم و ضعیف است. این ایل به‌طور سنتی کربناسیون بالایی دارد که ناشی از تکنیک‌های آبجوسازی مخصوص آن است. درصد الکل حجمی این ایل معمولاً بین ۳٫۷٪ تا ۵٫۱٪ است که با توانایی معمول اکثر آبجوها مطابقت دارد.

#### ایل قدیمی
ایل قدیمی به‌عنوان یک ایل قرمز تیره طبقه‌بندی می‌شود. گفته می‌شود این ایل بوی میوه‌ای دارد و آبجوسازان گاهی اوقات برای شیرین کردن محصول، کارامل اضافه می‌کنند. طعم هپس و تلخی این ایل نسبت به سایر ایل‌ها کم است. فرایند آبجوسازی ایل قدیمی شامل دوره‌ای از پیری است که چندین سال طول می‌کشد و در پایان، نوشیدنی بسیار شیرینی مشابه با شراب تولید می‌کند. درصد الکل حجمی این ایل بین ۵٫۰٪ تا ۹٫۳٪ متغیر است که درصدهای بالاتر با میزان قندی که در تخمیر اضافه شده ارتباط دارد.

#### ایل قهوه‌ای
ایل قهوه‌ای که با رنگ تیره‌اش شناخته می‌شود، معمولاً با ترکیبی از مالت‌های بو داده و کاراملی غنی می‌شود که طعمی منحصر به فرد مشابه تافی ایجاد می‌کند. هر دو ترکیب استر و دیاستیل در این نوع ایل در سطوح پایین وجود دارند که به طعم خاص آن کمک می‌کنند. درصد الکل حجمی معمول ایل‌های قهوه‌ای بین ۴٫۲٪ تا ۶٫۰٪ است.

#### شراب جو
شراب جو به تعادل طعم و محتوای بالای الکل شناخته می‌شود. رنگ این آبجو بسته به مدت زمان پیری بسیار متفاوت است، زیرا طعم آن به شدت با گذشت زمان تغییر می‌کند. میزان دیاستیل و کربناسیون در شراب جو کم است، در حالی که استرها در مقدار زیادی وجود دارند و به طعم میوه‌ای و تلخی کم آن کمک می‌کنند. طعم‌های شراب جو متنوع است و از طعم‌های شبیه نان تا اشاره‌هایی به ملاس و تافی متغیر است. درصد الکل حجمی غیرمعمولاً بالایی دارد که بین ۸٫۵٪ تا ۱۲٫۲٪ متغیر است.

#### ایندیا پیل ایل
ایندیا پیل ایل، که معمولاً به اختصار IPA نامیده می‌شود، یک ایل روشن با طعم هپی است که در اصل برای صادرات به هند استعمار ساخته شده بود. میزان بالای هپس آن باعث جلوگیری از فساد در طول سفر طولانی دریایی از انگلستان به هند می‌شد. IPA بدنی کامل و طعم هپی دارد، رنگ آن کهربایی است و معمولاً کمی کدر است. درصد الکل حجمی IPA می‌تواند در بازه ۴٫۵٪ تا ۲۰٪ باشد.

### سبک‌های ایل با منشأ آمریکای شمالی

#### ایل کهربایی
ایل کهربایی یک آبجوی صنایع دستی آمریکایی است که به دلیل رنگی که از مالت کاراملی به دست می‌آورد نامگذاری شده است. این ایل با ترکیبی از هپس آبجوسازی می‌شود و طعمی متعادل دارد. سطح استرها در آن پایین است و دیاستیل در آن وجود ندارد، که باعث تلخی متوسط و زیرلایه میوه‌ای ملایم می‌شود. درصد الکل حجمی ایل کهربایی معمولاً بین ۴٫۴٪ تا ۵٫۴٪ است.

#### ایل ترش
ایل ترش، که بیشتر با نام ایل وحشی شناخته می‌شود، دارای طعمی ترش و منحصر به فرد است که در طول تخمیر به وسیله باکتری‌های تولیدکننده اسید مانند لاکتوباسیلوس یا استوباکتر تولید می‌شود. اسیدیته تولید شده ناشی از مقادیر کم اسید لاکتیک یا استیک است و در طول فرایند پیری توسعه بیشتری پیدا می‌کند. استفاده از بشکه‌های چوبی بوربن که با وانیلین یا شرِی آغشته شده‌اند نقش مهمی در افزایش پیچیدگی طعم آبجو در طی پیری ایفا می‌کند. وجود استرها و دیاستیل در این نوع ایل بسته به طعم مطلوب متغیر است و درصد الکل نهایی آن نیز به شدت به طول مدت و روش‌های آبجوسازی بستگی دارد.

### سبک‌های ایل با منشأ بلژیکی و فرانسوی

#### آبجوی میزی
آبجوی میزی معمولاً درصد الکل پایینی بین ۰٫۵٪ تا ۲٫۰٪ دارد. این نوشیدنی‌ها که در اروپای شرقی محبوب هستند با مالت جو، گندم، جو دوسر یا چاودار آبجوسازی می‌شوند. معمولاً با شکر افزودنی و پوست پرتقال یا لیمو طعم‌دهی می‌شوند تا طعمی مرکباتی ایجاد کنند.

#### ایل سِشن
ایل سشن، که نامش از این جهت است که می‌توان آن را در یک «جلسه» بدون ایجاد مستی زیاد نوشید، درصد الکل پایینی دارد که معمولاً بین ۳٪ تا ۵٪ است. اگرچه شباهت‌هایی با آبجوی میزی دارد، اما درصد الکل بالاتری دارد. این ایل دارای طعمی متعادل است و روش تولید آن تفاوت چندانی با آبجوسازی سنتی ایل ندارد. استرها ممکن است به مقدار متوسط وجود داشته باشند و طعم نهایی را شیرین کنند، در حالی که دیاستیل در آن وجود ندارد. بیشتر ایل‌های تجاری به دلیل امکان آبجوسازی ارزان‌قیمت به‌صورت انبوه در دسته ایل‌های سشن قرار می‌گیرند.

#### ایل تیرهٔ قوی
طعم ایل تیره با شیرینی مالتی که ناشی از وجود استرهای زیاد در آبجو است مشخص می‌شود. تندی قابل تشخیص ناشی از ترکیبات فنولی مشتق شده از مخمر در مقادیر متوسط است. بسته به برند، آبجو معمولاً تلخی متوسطی دارد که به دلیل هپس در طول تخمیر است. عطر آبجو ظریف اما ماندگار توصیف شده است که ناشی از ترکیبات فنول است. درصد الکل حجمی ایل تیره نسبت به سایر آبجوها نسبتاً بالا است و بین ۷٫۱٪ تا ۱۱٫۲٪ متغیر است، که غالباً توسط طعم‌های متنوع آن پوشیده شده است.

#### بیِر دو گارد
بیِر دو گارد یک آبجوی هیبریدی است که نام آن از زبان فرانسوی به انگلیسی «آبجو برای نگهداری» ترجمه می‌شود. این ایل استرهای کم تا متوسط دارد و شیرینی مالت آن شبیه به اکثر ایل‌های دیگر است. درصد الکل حجمی آن بین ۴٫۴٪ تا ۸٪ است و در ظاهر انواع مختلفی دارد که توصیف‌های اصلی آن «کهربایی روشن»، «قهوه‌ای شاه بلوطی» یا «قرمز» است. این سبک بیشتر در فرانسه محبوب است اما با رشد صنعت آبجوسازی در ایالات متحده، در آنجا نیز رواج یافته است.

### سبک‌های ایل با منشأ ایرلندی

#### ایل قرمز ایرلندی
ایل قرمز ایرلندی با رنگ کهربایی تا قرمز تیره مشخص می‌شود، درصد الکل حجمی آن بین ۴٫۰٪ تا ۴٫۸٪ است و تلخی متوسط و قابل دسترس دارد که باعث می‌شود این ایل بسیار قابل نوشیدن باشد. طعم‌های متوسط مالت کاراملی مانند آب نبات از ویژگی‌های آن است و به دلیل افزودن جو بو داده، کف آن به رنگ قهوه‌ای روشن تشکیل می‌شود.

### سبک‌های ایل با منشأ آلمانی

#### کُلش
کلش که منشأ آن کلن آلمان است، یک ایل است که به خاطر تکنیک‌های منحصر به فرد آبجوسازی‌اش شناخته می‌شود. این ایل با مقدار کمی گندم تهیه شده و یک فرایند پایان سرد را پشت سر می‌گذارد که باعث کاهش درصد الکل آن می‌شود. معمولاً از دو نوع مخمر استفاده می‌شود: مخمر ایل و مخمر لاگر، که انتخاب آن بسته به روش‌های بطری‌کردن و طعم مورد نظر متفاوت است. میزان استر در این آبجو کم است و طعم میوه‌ای باقی‌مانده معمولاً شبیه به طعم گلابی یا شراب گلابی است. درصد الکل حجمی آن بین ۴٫۸٪ تا ۵٫۳٪ قرار دارد.

#### آلت‌بیر
آلت‌بیر که از منطقه دوسلدورف آلمان منشأ گرفته است، ادای احترامی به روش‌های سنتی آبجوسازی است، که «آلت» به معنی «قدیمی» در زبان انگلیسی است. رنگ آن از کهربایی روشن تا مسی تیره متغیر است. استرها در مقدار کمی وجود دارند که به طعم ملایم مرکباتی نسبت داده می‌شود، و دیاستیل‌ها به‌طور کامل غایب هستند. این ایل تلخی متوسطی دارد که ناشی از هپس به کار رفته در تخمیر است. درصد الکل حجمی آن معمولاً بین ۴٫۶٪ تا ۵٫۶٪ قرار دارد که با سایر ایل‌ها مطابقت دارد.